# Alexandru Birkle
Alexandru Birkle, auch Alexandru Bircle (* 1896; † 1986 in New York) war ein rumänischer Rechtsmediziner.
Er gehörte zwei internationalen Ärztekommissionen an, deren Mitglieder 1943 auf Einladung der deutschen Besatzer Opfer der Massaker von Katyn sowie von Winniza obduzierten, und wurde deshalb später von der sowjetischen Geheimpolizei NKWD verfolgt.

## Leben

### Vorkriegszeit
Die Vorfahren Birkles waren aus Österreich nach Bukarest ausgewandert. 1916 meldete er sich im Ersten Weltkrieg freiwillig zu den rumänischen Streitkräften und geriet in österreichische Kriegsgefangenschaft.
Von 1919 bis 1925 studierte er in Bukarest Medizin und spezialisierte sich dabei auf Gerichtsmedizin. Nach einer ersten Anstellung in Brașov wurde er an das Gerichtsmedizinische Institut in Bukarest berufen.

### Im Zweiten Weltkrieg
Nach seiner Habilitation übernahm er 1942 die Leitung des Instituts und unterstand somit unmittelbar dem rumänischen Justizministerium.
Im April 1943 ordnete ihn das Justizministerium in die Internationale Ärztekommission ab, die auf Einladung von Reichsgesundheitsführer Leonardo Conti die Massengräber von mehr als 4000 erschossenen polnischen Offiziere und Fähnriche im Wald von Katyn untersuchte. Er unterzeichnete den von dem ungarischen Medizinprofessor Ferenc Orsós redigierten Abschlussbericht, der die Massenexekutionen auf das Frühjahr 1940 datierte, somit die Täterschaft indirekt der sowjetischen Geheimpolizei NKWD zuschrieb.
Neben Orsós war Birkle das einzige Mitglied der Katyn-Kommission, das im Juli 1943 an den Untersuchungen von Massengräbern mit ukrainischen Opfern bei Winniza teilnahm. Auch hier kamen die internationalen Experten zum Ergebnis, dass es sich um ein Verbrechen des NKWD handelte, die Massenexekutionen hätten während der Großen Säuberungen 1937/38 stattgefunden.
Wegen seiner Mitarbeit in beiden Kommissionen wurde Birkle nach dem Einmarsch der Roten Armee in Bukarest Ende August 1944 vom NKWD gesucht. Er versteckte sich mehrere Monate lang bei Freunden. Die rumänische Geheimpolizei Securitate nahm seine Frau und seine Tochter für einen Monat in Untersuchungshaft, doch gaben sie das Versteck nicht preis.

### Nachkriegszeit
Im Sommer 1945 kauften seine Angehörigen einen gefälschten Pass, mit dem er sich nach Westeuropa absetzen konnte. Über Frankreich gelangte er nach Argentinien, von dort zog er weiter nach Peru, in Lima nahm er eine Professur für Gerichtsmedizin an. 1946 verurteilte ihn ein Militärgericht in Abwesenheit „wegen Kollaboration“ zu 20 Jahren Arbeitslager.
Anfang 1952 sagte er anonym hinter einem Wandschirm vor der Madden-Kommission, der Untersuchungskommission des amerikanischen Repräsentantenhauses zum Massaker von Katyn, aus. Doch erfuhren die rumänischen Behörden davon; ein Gericht in Bukarest verurteilte seine Frau und seine Tochter wegen „Kollaboration mit dem Staatsfeind“ zu je fünf Jahren Zwangsarbeit. Nach dem Tod Stalins am 5. März 1953 wurde ihr Strafmaß halbiert.
Im Sommer 1952 wurde Birkle bei einem Verkehrsunfall in den USA schwer verletzt, die Ursache konnte nicht geklärt werden. Nach seiner Genesung blieb er in den USA und betrieb eine Praxis als Psychiater. Er starb 1986 in New York, ohne seine Familie wiedergesehen zu haben.
Nach seinem Tod erschlich eine Mitarbeiterin der Securitate, die sich als seine Tochter ausgab, sein Erbe in den USA. Die echte Tochter erfuhr davon, als sie nach dem Ende des kommunistischen Systems in Rumänien Einblick ihre Securitate-Akten nehmen konnte. Gemeinsam mit ihrer Mutter wurde sie 1992 von den rumänischen Behörden rehabilitiert.